# بلنی سه‌باله لک‌وپیسی
بلنی سه‌باله لک‌وپیسی (نام علمی: Enneapterygius nasimae) نام یک گونه از سرده نه‌بالچه‌ای‌ها است.